# Klage (Verhalten)

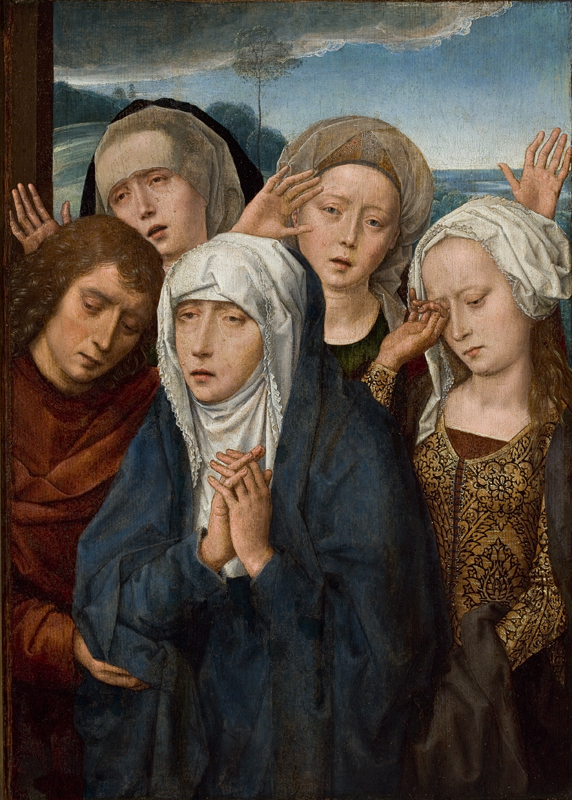
Maria, Johannes und Frauen aus Galilea beklagen den Tod Christi. Gemälde von Hans Memling aus dem späten 15. Jahrhundert.

Eine Klage im Sinne der Kulturwissenschaft und der Psychologie ist eine soziale Handlung, die darin besteht, dass ein Mensch Gefühle von Schmerz, Trauer oder Leid in Worten ausdrückt. Menschen, die sich beklagen, drücken dagegen Unzufriedenheit aus. In beiden Fällen werden sprachliche Mittel verwendet. Ihre sprachliche Gestalt unterscheidet die Klage von verwandten Ausdrucksformen wie dem Schreien, Weinen, Stöhnen und Seufzen und rückt sie in die Nähe des Jammers oder der Beschwerde.
Das Klagen unterliegt in hohem Maße dem Einfluss der Kultur. Dies gilt nicht nur für literarische und musikalische Klagen, sondern z. B. auch für religiöse und weltliche Trauersitten (vgl. Totenklage). Selbst das alltägliche Sich-Beklagen von Menschen im Kollegen-, Freundes- oder Familienkreis oder in der Partnerschaft kann ritualisierte Züge aufweisen.

## Klagen in der Bibel

### Altes Testament

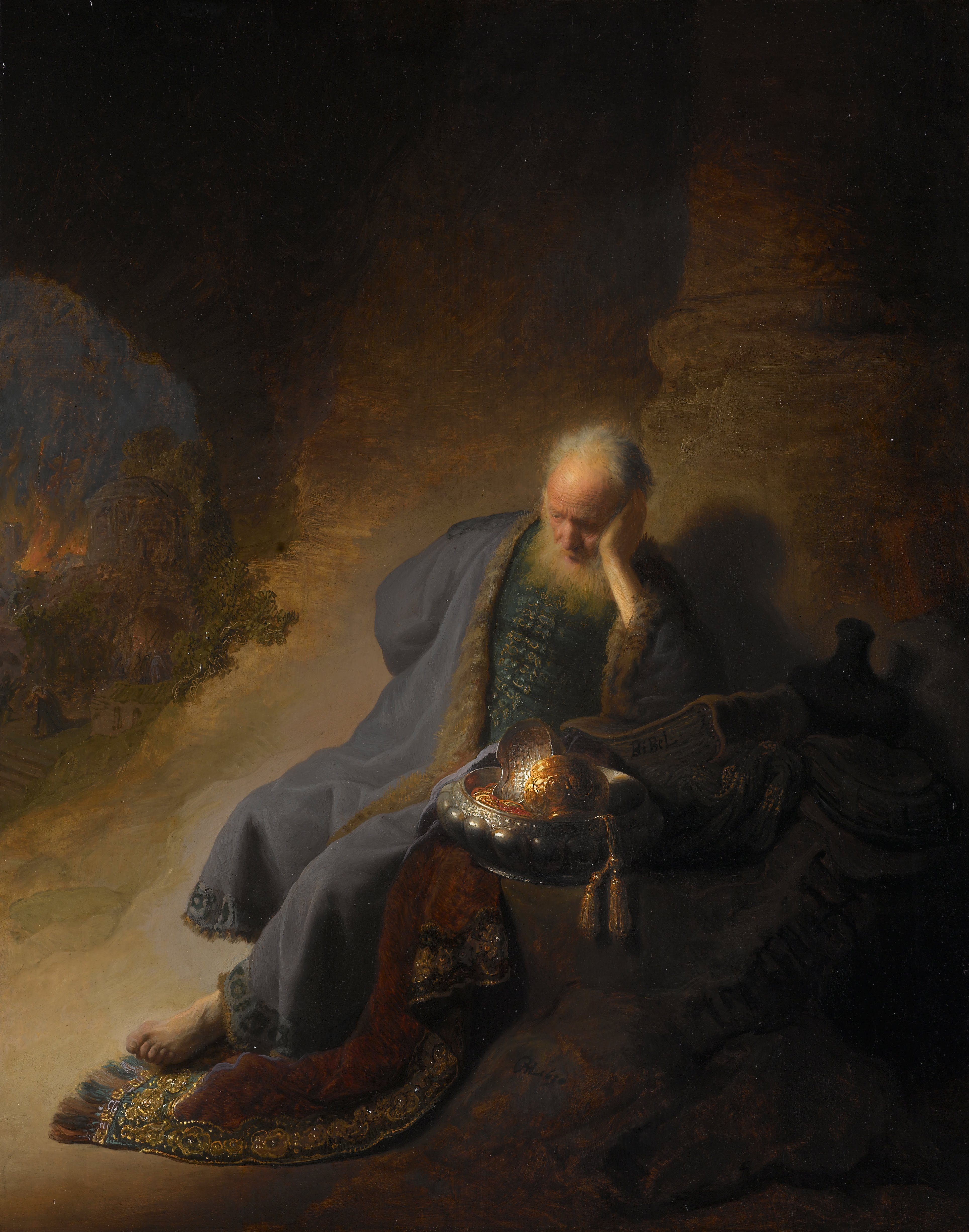
Der Prophet Jeremia beklagt die Zerstörung Jerusalems. Ölgemälde von Rembrandt, 1630.

Die berühmteste Klagedarstellungen des Alten Testamentes finden sich in den Klageliedern Jeremias. Die im Versmaß einer hebräischen Totenklage (Qina) verfassten Lieder bilden ein Beispiel hochentwickelter hebräischer Dichtkunst. Als ihr Autor galt traditionell der Schriftprophet Jeremia, der dem Volk Israel vergeblich Umkehr zu Gott gepredigt und jahrelang den Untergang der Tempelstadt Jerusalem prophezeit hatte – eine Tragödie, die im Jahre 586 v. Chr. tatsächlich eintrat und die in den Liedern beklagt wird. Die Untergangs- und Klagevorhersagen Jeremias können verglichen werden mit denen der Propheten Jesaja, Micha und Sacharja. Historischer Hintergrund der Ereignisse war die Eroberung Jerusalems durch den neubabylonischen König Nebukadnezar II., die den Ausgangspunkt des Babylonischen Exils bildete und den Beginn der langen Wanderschaft des Gottesvolkes durchs „Jammertal“ markiert. Ein später an derselben Stelle errichteter Tempel wurde ebenfalls zerstört, die Westmauer blieb jedoch erhalten und ist im deutschen Sprachraum heute als Klagemauer bekannt. Der Ausdruck „Jeremiade“, der ursprünglich nur ein volkstümlicher Name für die Klagelieder Jeremias war, bezeichnet seit der Neuzeit im übertragenen Sinne auch ein literarisches Werk, in dem der Niedergang bzw. die Dekadenz einer Gesellschaft beklagt wird.
Klagenden Charakter haben auch viele der alttestamentlichen Psalmen, beispielsweise die Psalmen 6, 22, 64 und 102. Die Psalmen dienten der jüdischen Gemeinde als Gebets- und Gesangbuch; Gläubigen, denen Leid widerfuhr, gingen zum Tempel und konnten ihre Klagen in Form eines Psalms vor Gott bringen.
Auch die Bücher Mose und die Geschichtsbücher enthalten Klagedarstellungen. Dort beklagt u. a. Abraham den Tod Sarahs, Josef den seines Vaters Jakob, Jiftach die Opferung seiner Tochter, David den Tod Sauls und Abners, Jeremia beklagt den Tod Joschijas. Weitere Klagedarstellungen findet man im Buch Hiob.

### Neues Testament
Auch im Neuen Testament bildet die Klage – neben der (Für-) Bitte, dem Dank und Lobpreis und Anbetung – eine wichtige Gebetsform. Klagedarstellungen sind allerdings seltener als im Alten Testament. Nach dem Kindermord in Betlehem beklagt Rahel (als Symbolfigur für das Volk Israel) ihre Kinder, und auch die verstorbene Tochter des Jaïrus, die Christus dann ins Leben zurückruft, wird beklagt. Nur ganz vereinzelte Klagedarstellungen sind in den Berichten der Evangelisten über die Passion und Kreuzigung Christi enthalten. Lukas erwähnt Frauen, die dem mit dem Kreuz beladenen Jesus folgen und ihn beklagen; Markus berichtet auch von klagenden Frauen am Grabe. Die knappen Klagedarstellungen in den Evangelien stehen in keinem Verhältnis zu der Fülle und Detailliertheit der Beweinungen Christi, die die europäische Malerei vom 12. Jahrhundert an hervorgebracht hat.

## Klage als Literatur

### Griechische Mythologie
In der griechischen Mythologie gibt es zahlreiche große Klagedarstellungen. Hier beklagt u. a. Elektra den Tod ihres Vaters Agamemnon und den vermeintlichen Tod ihres Bruders Orestes, Ariadne beklagt Theseus, Penthesilea beklagt ihre Schwester Hippolyte, und Orpheus beklagt seine Frau Eurydike. Narziss klagt über die Unerfüllbarkeit seiner Liebe zum eigenen Spiegelbild, und Kalamos klagt über seinen toten Geliebten Karpos. Die griechische Mythologie berichtet auch vom Kokytos, dem in der Unterwelt gelegenen wilden und abscheulichen Fluss des Wehklagens.
In der Ilias wird der Tod des griechischen Kämpfers Patroklos und – schmerzlicher noch – der seines trojanischen Gegenübers Hektor beklagt. Die griechischen Kämpfer beklagen außerdem den Tod des Helden Achilleus.

### Griechische Tragödie

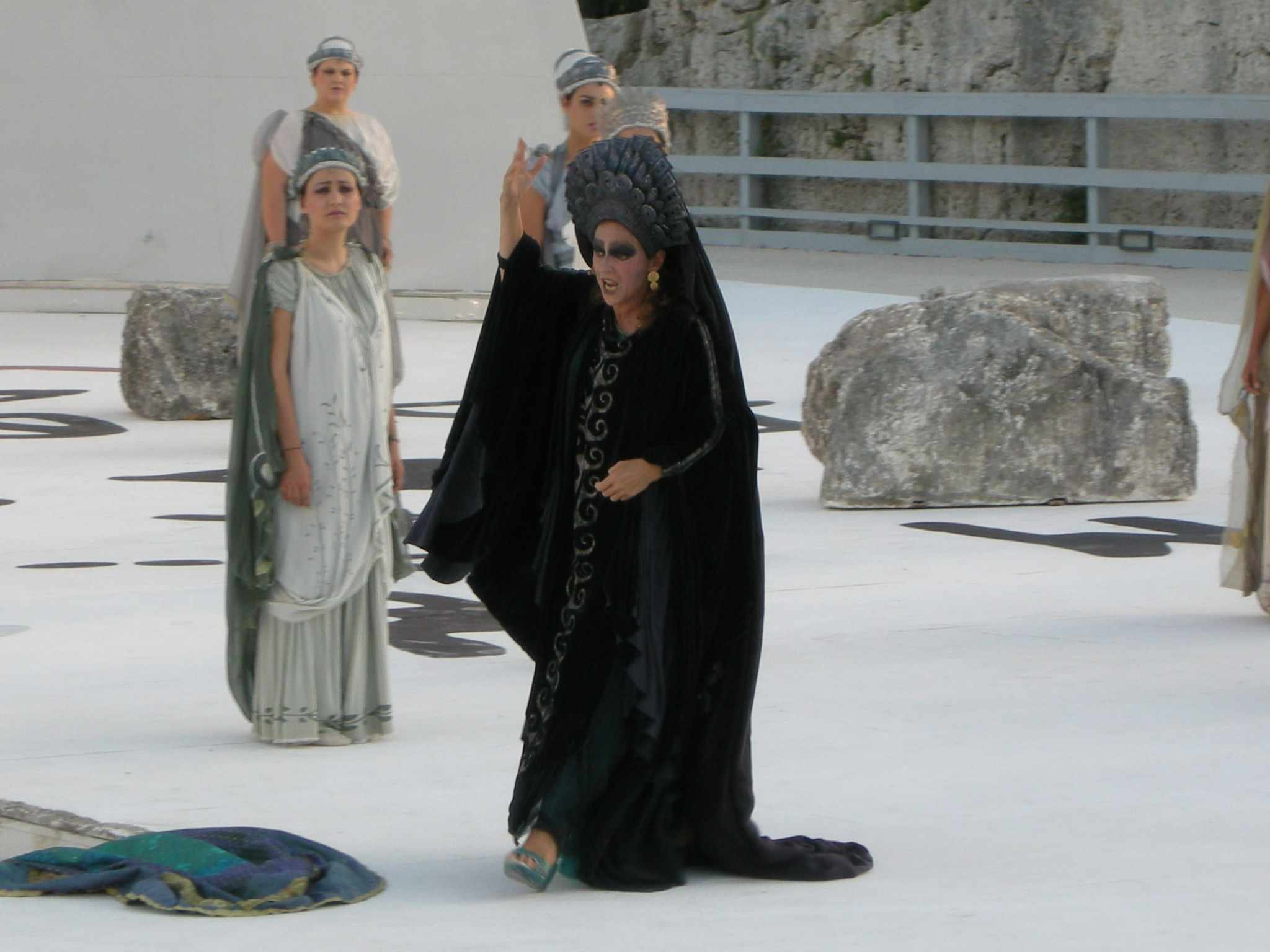
In Euripides’ Tragödien – hier eine Szene aus Medea – nehmen Klagedarstellungen eine zentrale Stellung ein.

Als Literaturform ist die Klage gut dokumentiert im Falle der klassischen griechischen Tragödien (Aischylos, Sophokles, Euripides). Klagedarstellungen – in der Gräzistik spricht man auch von „threnetischen“ Elementen – nehmen in diesem Textkorpus eine zentrale Stellung ein. Angeregt sind sie zum Teil durch die mündlichen Gattungen der traditionellen Totenklage (Threnos, Goos, Logos Epitaphios). Klagedarstellungen erscheinen in lyrischer Form (als Chorlied, Amoibaion oder Monodie), aber auch in Sprechverspartien (Rhesis, Stichomythie). Trotz der großen formalen Bandbreite zeigen alle eine typische und sogar stereotyp anmutende Topik und Motivik. Zu den formelhaften Wendungen zählen die einleitende Klageerklärung („Ich klage“, „ich weine“, „ich schreie“ etc.), Trauergebärden (sich auf das Haupt schlagen), Klageaufforderungen und Imperative (sog. ecce-Motive, „Oh seht, wie ich leide!“), Klagerufe, Fragen nach dem Ursprung des Unheils, an die Götter und Moiren adressierte Vorwürfe, Gedanken über das Schicksal, und anderes mehr.

### Mittelalter
Zu den charakteristischen Formen der mittelalterlichen Dichtung zählt die Minneklage, in der ein männliches lyrisches Ich, das eine Frau vergeblich, aber den Spielregeln der Hohen Minne entsprechend liebt, einen emotionalen Lagebericht liefert.

## Die Klage in der Musik

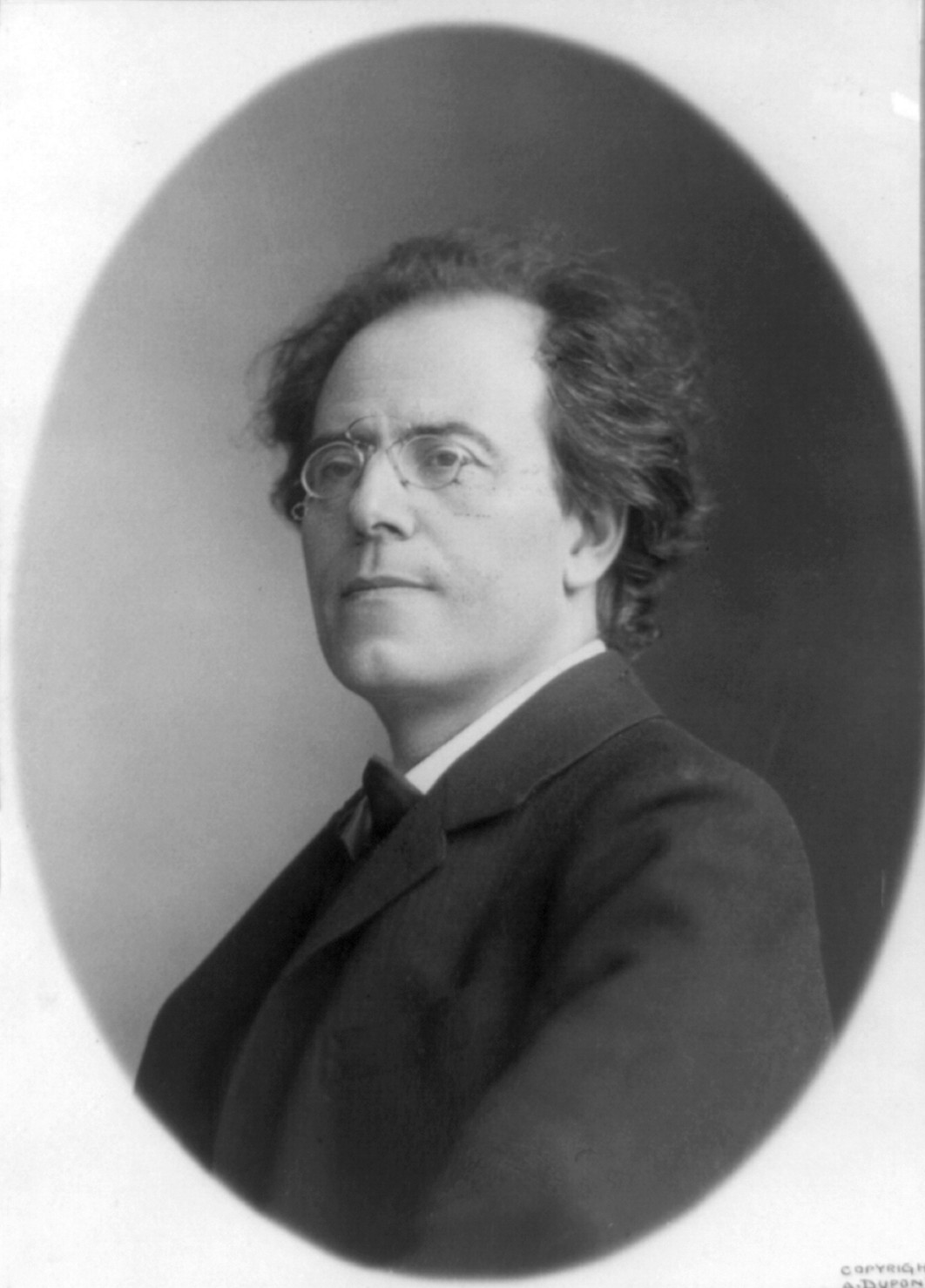
Im Werk z. B. von Gustav Mahler nehmen musikalische Klagen breiten Raum ein.

Viele überlieferte Formen der literarischen Klage waren gleichzeitig musikalische Formen (Klagelieder). Dies gilt etwa für den Threnos (griechische Antike), die Nänie, die Elegie (beide römische Antike) und den Planh (altprovenzalische Trobadordichtung). Obwohl die Musik kaum schriftlich fixiert war, ist die musikalische Form als solche oft auch dann erneut aufgegriffen worden, wenn neuzeitliche Künstler aus den Beständen der antiken Vorbilder geschöpft haben (z. B. Penderecki: Threnos; Brahms: Nänie; Bernstein: Elegie auf den Tod eines Hundes). Zu den neuzeitlichen Formen zählen das Lamento (Monteverdi: Lamento della Ninfa) und der Trauermarsch (Frédéric Chopin: Klaviersonate Nr. 2, 3. Satz). In der Kammermusik (Mahler: Kindertotenlieder) sind musikalische Klagen ebenso beheimatet wie in der Orchestermusik (Tschaikowski: 6. Sinfonie (Pathétique), 4. Satz) und in der geistlichen Musik (Schütz: Musikalische Exequien).
Weitere Gattungen, in denen musikalische Klagen vorkommen, sind das Oratorium und die Oper. Beispiele finden sich im Werk von Monteverdi (L’Arianna), Charpentier (Médée, 3. Akt), Händel (Saul, 3. Akt), Wagner (Das Rheingold, 4. Szene) und Fortner (Bluthochzeit). Besonders reich an Klageszenen ist das Opernwerk von Giuseppe Verdi (z. B. Nabucco, Les vêpres siciliennes, Don Carlos). Auch einige Musicals enthalten musikalische Klagen (z. B. Evita, Les Misérables).

## Sich beklagen
Während das „Klagen“ vor allem Schmerz ausdrückt, ist das „Sich-Beklagen“ ein Ausdruck von Unzufriedenheit. Es zeugt von Enttäuschung, Ärger, Entrüstung, Missfallen, Abneigung oder Ressentiment, wobei diese Gefühle allerdings auch vorgeschützt sein können. Während das Klagen nur gelegentlich eine Beschuldigung einschließt (z. B. als Vorwurf an Gott), impliziert das Sich-Beklagen regelmäßig Kritik, Schelte, Vorwürfe oder Schuldzuweisungen. Diese beziehen sich entweder auf den Adressaten der Klage oder auf eine dritte Person oder Sache.
Der Ausdruck „sich beklagen“ verbreitete sich im Deutschen erst in der Neuzeit; noch in Luthers Bibelübersetzung kommt das Verb „beklagen“ in seiner reflexiven Form nicht vor.

### Kulturelle Perspektive
Das moderne amerikanische Jiddische kennt den Ausdruck kwetschen bzw. kvetch, der nicht nur „quetschen“, sondern auch „jammern“ und „sich beklagen“ bedeutet, und zwar auf entweder gewohnheitsmäßige oder nörgelnde bzw. jammernde Weise. Ein kvetcher ist ein Mensch, der gewohnheitsmäßig nach Anlässen zu suchen scheint, über die er sich beklagen kann.

### Philosophische Perspektive
Friedrich Nietzsche setzt sich mit dem Sich-Beklagen in seiner Spätschrift Götzen-Dämmerung (1889) auseinander. Gegenstand seiner Kritik ist hier der ressentimentvolle Menschentypus, der für sein Schlechtbefinden und für seine persönlichen Mängel stets andere verantwortlich mache. Dieser Typus klage über die Ungerechtigkeit der Welt, gewinne seiner „schönen Entrüstung“ und dem Gefühl, der moralisch Bessere zu sein, aber soviel Vergnügen und Machtgefühl ab, dass er das Leben um dieses Reizes willen doch aushalte. Noch einen Schritt weiter ging Max Scheler, als er schrieb, dass dieser Menschentypus Situationen, in denen er sein Ressentiment bilde, geradezu aktiv aufsuche oder schaffe, und dass seine Vorwürfe auch gar nicht darauf zielen, den Kritisierten zu bessern.

### Pädagogische Perspektive
Breiten Raum nehmen die Themen „Whining“ (Jammern, Jaulen) und „Complaining“ (Sich-Beklagen) im Erziehungsdiskurs des englischsprachigen Raumes – besonders der Vereinigten Staaten – ein. Mit Complaining ist in diesem Zusammenhang das unablässige und mit Schuldzuweisungen verbundene Fordern des Kindes von Leistungen gemeint, die von den Eltern nicht erbracht werden können (z. B. Klagen über Langeweile oder Beschwerden über ein Geschwisterteil, das angeblich immer besondere Vorteile genießt). Als problematisch gilt allerdings nicht das gelegentliche, sondern ein gewohnheitsmäßiges Klagen, als dessen Ursachen ein schlechtes Elternvorbild und eine gestörte Eltern-Kind-Kommunikation angesehen werden. Es handelt sich hier um eine Spirale aus Sich-Beklagen des Kindes und Rügen und Vorwürfen der Eltern, die von der scheinbaren Unersättlichkeit und Undankbarkeit des verwöhnten Kindes abgestoßen sind und darüber selbst ins Klagen verfallen. Wenn die Familie diesen Teufelskreis nicht durchbricht, lernt das Kind nicht, seine Wünsche auf angemessenere Weise zu artikulieren, und wird auch im späteren Leben zum chronischen Sich-Beklagen neigen. Gegenmaßnahmen, die betroffenen Eltern empfohlen werden, sind Selbstbeobachtung und das Abstellen eigener sinnloser Klagen, eine generelle Verbesserung der Einstellung (attitude), d. h. eine Umorientierung der Wahrnehmung – der eigenen und der des Kindes – auf die Dinge, die im Leben erfreulich und gut sind und die funktionieren (statt eines ständigen Starrens auf die Dinge, die nicht funktionieren), und ein konsequentes Ignorieren der Forderungen und Beschwerden, die das Kind auf klagende Weise vorträgt.

### Psychologische Perspektive

#### Warum Menschen sich beklagen
Die Ausdrücke „sich beklagen“ und „sich beschweren“ werden im umgangssprachlichen Deutschen oft bedeutungsgleich verwendet. Im engeren Sinne jedoch adressiert jemand, der sich beschwert, seine Beschwerde an eine Person oder Instanz (z. B. einem Ombudsmann oder einer Beschwerde- bzw. Kundenservicestelle), die Abhilfe zu leisten verspricht; jemand, der sich beklagt, sucht dagegen in erster Linie kathartische Erleichterung, zwischenmenschliche Rückversicherung (Empathie, Verstehen, Mitgefühl, Beipflichten und Parteinahme), Selbstvergewisserung und Erklärungen für seine Situation. Wie Steven W. Duck aufgewiesen hat, weist das an Dritte adressierte Sich-Beklagen über den Partner oft darauf hin, dass sich bei einem Paar eine Trennung anbahnt („soziale Phase der Trennung“); solange Klagen ausschließlich an den Partner gerichtet werden („dyadische Phase der Trennung“), ist eine Versöhnung noch eher möglich.
Daneben gibt es absichtsvolle Klagen, mit denen ein bestimmter Zweck erreicht werden soll (siehe den folgenden Abschnitt).
Die amerikanische Psychologin Robin M. Kowalski hat darauf hingewiesen, dass das Sich-Beklagen auch als ein Instrument der Selbstdarstellung dienen kann. Ein Mitarbeiter, der über seine hohe Arbeitsbelastung klagt, suggeriert damit unbeabsichtigt, dass er in der Firma eine wichtige Rolle spielt. Jemand, der sich im Restaurant über das Essen oder den Wein beklagt, mag für einen Gourmet gehalten werden.

#### Instrumentelles und expressives Sich-Beklagen
Robin Kowalski unterscheidet zwischen instrumentellen und expressiven Klagen. Unter instrumentellem Sich-Beklagen versteht sie z. B. das bewusste Nörgeln eines Menschen, der den Adressaten seiner Klage zu einer bestimmten, klar umrissenen Handlung veranlassen will. Für eine Partnerschaft kann solches Sich-Beklagen durchaus zuträglich sein, etwa wenn der Adressat daraufhin ein problematisches Verhalten aufgibt (siehe weiter unten). Weitere Beispiele für instrumentelles Sich-Beklagen sind das Vorschützen eines körperlichen Unwohlseins (um von einer Verpflichtung entschuldigt zu werden) oder das Übertreiben der Unzufriedenheit mit einem Produkt (für das man sein Geld zurückerhalten möchte). In Liebesbeziehungen und Partnerschaften schlagen manche Trennungswillige, die ihre Trennungsabsicht nicht offen vorbringen mögen, einen indirekten Weg ein und erhöhen für den anderen die „Beziehungskosten“ durch ständiges Sich-Beklagen, um ihn dazu zu treiben, die Beziehung von sich aus abzubrechen. Ein solches Verhalten ist jedoch nicht eindeutig und kann auch tatsächlich ein Versuch sein, eine Behebung der (eventuell zu Recht) beanstandeten Punkte durchzudrücken.
Expressives Sich-Beklagen dagegen folgt keinem bewussten Zweck, sondern dient dem Klagenden primär dazu, sich Luft zu machen, sich eine Frustration von der Seele zu reden oder um soziale Anteilnahme zu werben. Dass Menschen sich, wie die Forschung zeigt, unmittelbar nach dem Beklagen aber nicht etwa besser, sondern schlechter fühlen als zuvor, ist nicht ganz überraschend, da sie ihre Unzufriedenheit mit der Klage ja intensiv ins Auge fassen. Alle Menschen beklagen sich expressiv, und zwar öfter als ihnen bewusst ist. Unter bestimmten Bedingungen kann dies jedoch problematisch werden:

#### Gewohnheitsmäßiges Sich-Beklagen
Menschen, die sich bei anderen wahllos, gewohnheitsmäßig und chronisch beklagen, können diesen lästig fallen und setzen sich langfristig dem Risiko sozialer Isolation aus. Wissenschaftliche Beobachtungen zu diesem Verhalten sind vor allem von Psychotherapeuten festgehalten worden. Wie Robin Kowalski und Janet Erickson aufgewiesen haben, gibt es verschiedene Faktoren, die darüber entscheiden, wie bereitwillig Menschen, die sich beklagen, Gehör finden. So fallen insbesondere solche Klagen lästig, die kein Ende zu nehmen scheinen und die ohne Rücksicht darauf vorgebracht werden, ob der andere sie in aller Ausführlichkeit anhören möchte. Der Zuhörer wird dadurch nicht nur ermüdet; jemand, der sich ständig über alles beklagt, erscheint überdies auch unglaubwürdig. Er scheint von anderen Motiven angetrieben zu sein als nur dem Wunsch, sich zu erleichtern oder beraten zu werden. Klagen über Geringfügiges (z. B. über Pet Peeves, Relative Deprivation und ähnliches) sind für die Umgebung schwerer zu ertragen als Klagen über ernsthaftes Leid. Lästig fallen auch Klagen, die offensichtlich an den Falschen adressiert werden. Als besonders ermüdend werden wiederholte Klagen von Menschen empfunden, die wenig oder keine praktischen Schritte unternehmen, um das beklagte Problem aus der Welt zu schaffen.
Viele Menschen, die sich gewohnheitsmäßig beklagen, ähneln Monopolisten, einem von dem Gruppentherapeuten Irvin D. Yalom beschriebenen Patiententyp, der in Kommunikationssituationen stets das Wort an sich reißt. Beide können es nicht ertragen, wenn geschwiegen wird, und beide neigen dazu, jedes Stichwort, das der Gesprächspartner ihnen liefert, zu nutzen, um erneut zu ihrem eigenen Thema zu kommen. Da die unglückliche und unzufriedene Laune des Klagenden für die Adressaten der Klage tendenziell ansteckend ist, sind die Angehörigen, Freunde, Kollegen usw. von Menschen, die sich gewohnheitsmäßig beklagen, einer erheblichen emotionalen Belastung ausgesetzt. Kowalski rät ihnen, den Betreffenden an Instanzen zu verweisen, bei denen seine Klagen besser platziert sind (z. B. Online-Meckerecken oder spezielle Zeitungskolumnen). Der amerikanische Psychiater Eric Berne empfiehlt, die Klagen zunächst geduldig anzuerkennen, dann aber zu fragen, was der Klagende gegen die Ursachen seiner Unzufriedenheit zu tun gedenke.

#### Klagemuster in Partnerschaften und Familien
Wie John Gottman beobachtet hat, ist es einer Partnerschaft durchaus zuträglich, wenn die Partner sich gelegentlich beieinander beklagen – sofern die Klagen dazu führen, dass problematische Verhaltensweisen tatsächlich verändert werden. Langwieriges Herunterschlucken von Ärger kann der Beziehung ebenso schaden wie übermäßiges oder feindseliges Klagen. Wenn die Klagen jedoch über einen langen Zeitraum fortgesetzt werden und sich in Vorwürfe verwandeln oder als Vorwürfe empfunden werden, beginnen die Partner zu mauern, sich voneinander zurückzuziehen und Geringschätzung füreinander zu empfinden. Da kaum jemand es mag, wenn andere sein Verhalten in Frage stellen, kann grundsätzlich aber jede Klage zu einer Abwehrreaktion führen.
Die amerikanische Kommunikationswissenschaftlerin Jess K. Alberts beschreibt fünf Arten von Klagen:
- Der erste und häufigste Typ ist die Klage gegen eine bestimmte Verhaltensweise (z. B. „du hast gelacht, weil ich hingefallen bin“). Derartige Klagen zielen nicht auf die Person selbst, sondern auf ein individuelles Verhalten; die beklagte Person weiß dadurch sehr genau, was sie tun muss, um das Problem zu beheben.
- Der zweite Typ Klage bezieht sich auf Charaktermerkmale des anderen („du bist ein rücksichtsloser Mensch“). Derartige Klagen stellen fast immer einen Angriff auf den Charakter dar und haben darum oft eine Retourkutsche zur Folge.[44] Sie sind typisch für unglückliche Paare.[45]
- Der dritte Typ enthält eine Kritik daran, auf welche Art und Weise jemand etwas Bestimmtes tut (z. B. wie jemand Auto fährt). Solche Klagen können für den Adressaten irritierend sein und dazu führen, dass er die in Teilen kritisierte Handlung künftig als Ganzes meidet.
- Viertens beklagen Menschen sich über die persönliche Erscheinung anderer („Du hast einen dicken Hintern und solltest abnehmen“). Auch hier handelt es sich um einen persönlichen Angriff.
- Der fünfte Typ ist die „Meta-Klage“, eine Klage also darüber, dass der andere sich beklagt („Hör auf, über meine Fahrweise zu meckern, und sieh in die Straßenkarte“).

Wenn unglückliche Paare Klagen nicht mehr nur unter vier Augen austauschen, sondern mindestens einer der Partner darüber auch mit seinem sozialen Netzwerk zu sprechen beginnt, ist eine weitere Konfliktstufe erreicht.

#### Psychiatrie
Die Psychiatrie kennt das exzessive Sich-Beklagen u. a. aus der Phänomenologie der Depression. Viele Depressive haben massive Beziehungskonflikte und neigen, wenn sie sich unverstanden, ausgenützt und zurückgewiesen fühlen, zu heimlichen Schuldzuweisungen; andere überhäufen ihre Mitmenschen mit Vorwürfen, Klagen und Forderungen.